# Oribatula incompleta
Oribatula incompleta är en kvalsterart som beskrevs av Sandór Mahunka 1987. Oribatula incompleta ingår i släktet Oribatula och familjen Oribatulidae. Inga underarter finns listade i Catalogue of Life.